# Disraeli (film fra 1929)
|  | For andre betydninger, se Disraeli |
Disraeli er en amerikansk historisk og biografisk dramafilm fra 1929, instrueret af Alfred E. Green og udgivet af Warner Bros..
Manuskriptet blev skrevet af Julien Josephson og var en filmatisering af skuespillet ved samme navn fra 1911 af Louis N. Parker.
George Arliss spillede hovedrollen som den britiske premierminister Benjamin Disraeli, en rolle han modtog en Oscar for bedste mandlige hovedrolle i 1930.
Filmen handler om den britiske plan om at købe Suez-kanalen, og to spioners forsøg på at stoppe det. 
Som i det oprindelige boradway-skuespil i 1911 og dets genopsætning i 1917 og i stumfilmen fra 1921, spiller Arliss' kone Florence Arliss overfor ham i rollen som Disraelis kone Mary Anne Disraeli.

## Medvirkende
- George Arliss som Disraeli
- Doris Lloyd som Mrs. Travers
- David Torrence som Lord Probert
- Joan Bennett som Clarissa
- Florence Arliss som Lady Beaconsfield
- Anthony Bushell som Charles
- Michael Visocoff, S.T. som Count Borsinov

## Eksterne Henvisninger
- Disraeli på Internet Movie Database (engelsk)
- Disraeli i Svensk Filmdatabas (svensk)
- Disraeli på MovieMeter (nederlandsk)
- Disraeli på AllMovie (engelsk)
- Disraeli hos American Film Institute (engelsk)
- Disraelis profil hos Encyclopædia Britannica Online (engelsk)
- Disraeli på Turner Classic Movies (engelsk)
- Disraeli på The Movie Database (engelsk)
- Disraeli på Rotten Tomatoes (engelsk)
- Disraeli på Filmaffinity (engelsk)